# Jenny Sutton
Pas d'image ? Cliquez ici

a Compétitions nationales et continentales officielles uniquement.

b Matchs officiels uniquement.
Dernière mise à jour le 17 juin 2025.
Jenny Sutton, née le 26 février 1969 au Canada, est une joueuse anglaise de rugby à XV, occupant le poste de deuxième ligne.

## Carrière
Jenny Sutton joue en club avec Richmond (en). Elle a fait ses débuts internationaux avec l'équipe d'Angleterre contre l'Espagne en 2000, et participe à la Coupes du monde 2006. Elle met un terme à sa carrière sportive après la compétition mondiale.